# Biestorf
Biestorf ist ein Ortsteil der Gemeinde Malchow im Landkreis Mecklenburgische Seenplatte in Mecklenburg-Vorpommern. Der Ortsteil liegt südwestlich des Gemeindezentrums in einem Waldgebiet und dort am Nordufer des Petersdorfer Sees. Die Bundesautobahn 19 führt östlich des Ortsteils in Nord-Süd-Richtung vorbei.